# Franse Molen
De Franse Molen of Fransche Molen is een watermolen die gebruikmaakt van het water van het riviertje de Geul en staat midden in Valkenburg. Het water van de molen wordt door de Walramstuw via de molentak naar de watermolen vervoerd waarbij het eerst de Oude Molen passeert.
De molen is een rijksmonument en is tevens onderdeel van het Buitengoed Geul & Maas.

## Geschiedenis
In 1804 werd op de rechteroever van de noordelijke tak van de Geul in Valkenburg een watermolen gebouwd door Bertrand Loisel die van oorsprong van Franse afkomst was. Vanwege zijn afkomst werd deze molen de Franse Molen genoemd. De molen was recht tegenover de oliemolen gebouwd (later als schors- of looimolen) die op de linkeroever was gebouwd en reeds in de 16e eeuw werd vermeld.
In 1926 verkreeg men toestemming om de twee houten waterraderen te vervangen door één rad. Door problemen met de regeling van het water in de Geultakken kon het nieuwe rad niet eerder dan in 1929 worden geplaatst. Het waterrad was gemaakt van ijzer en had een doorsnede van vijf meter en een breedte van 1,9 meter.
Kort na de Tweede Wereldoorlog werd de molen stilgelegd.
In 2006 tot en met 2008 werd het molengebouw gerestaureerd.

## Externe links

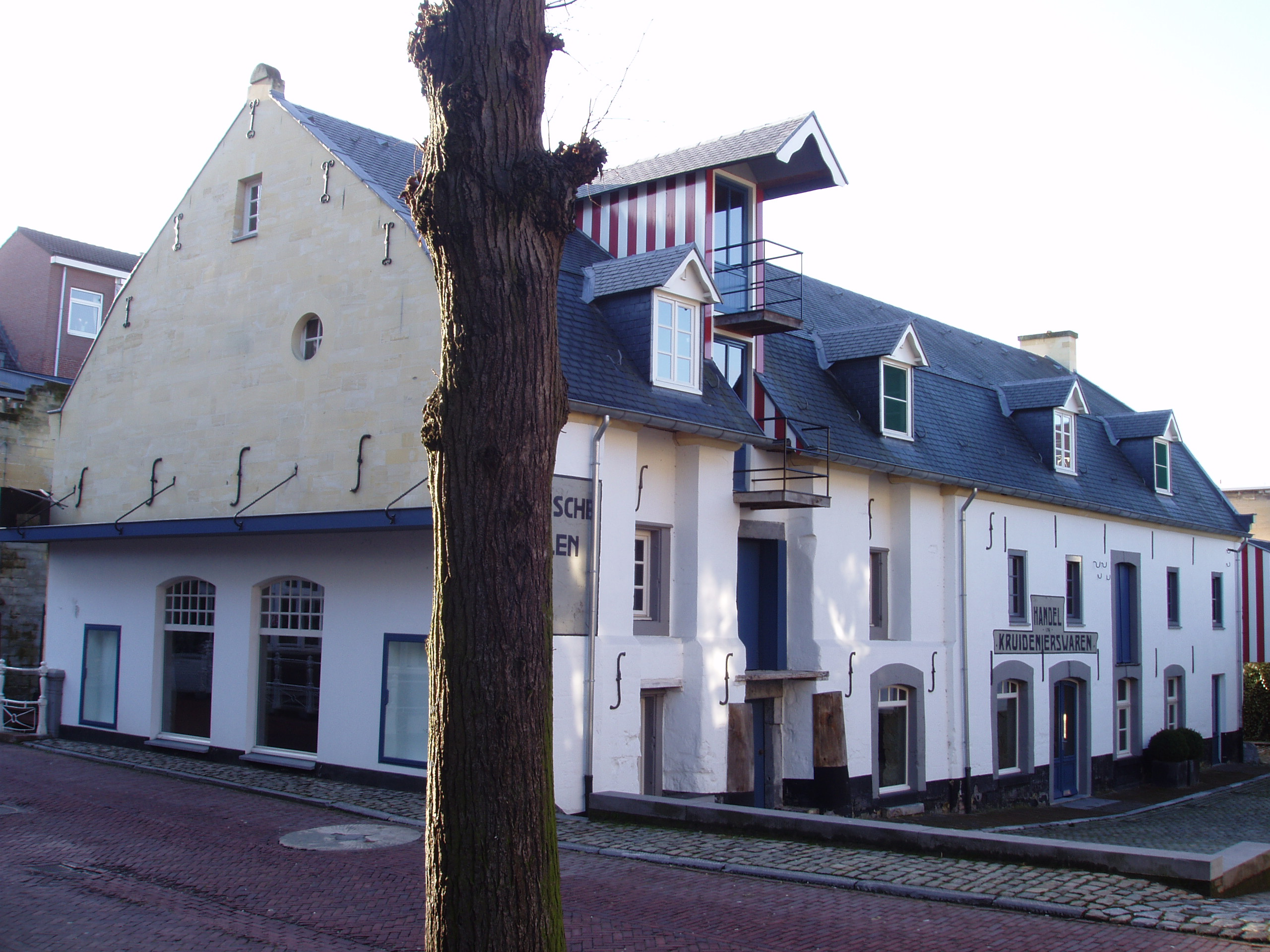
Het molengebouw
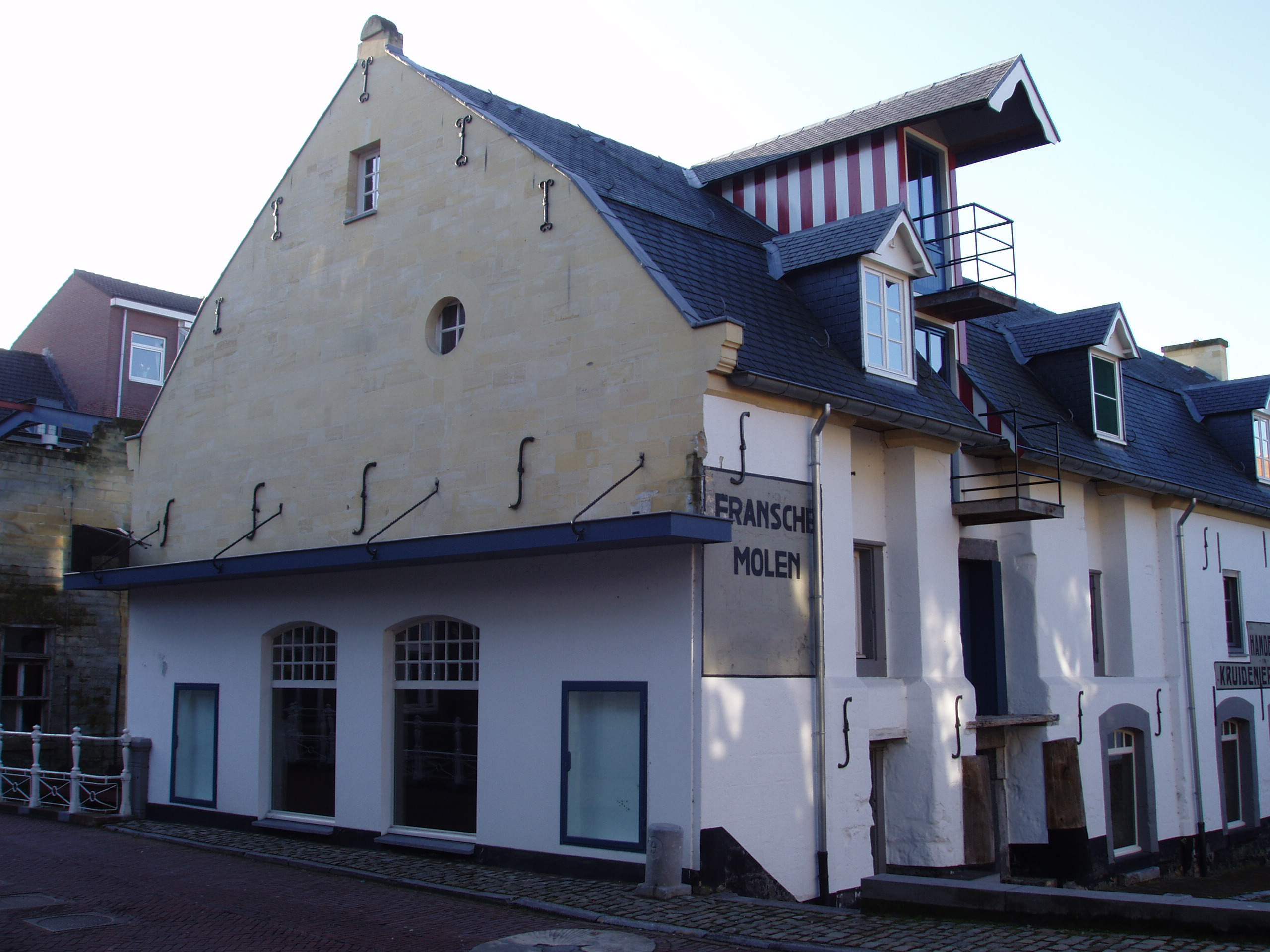
Het molen-gedeelte
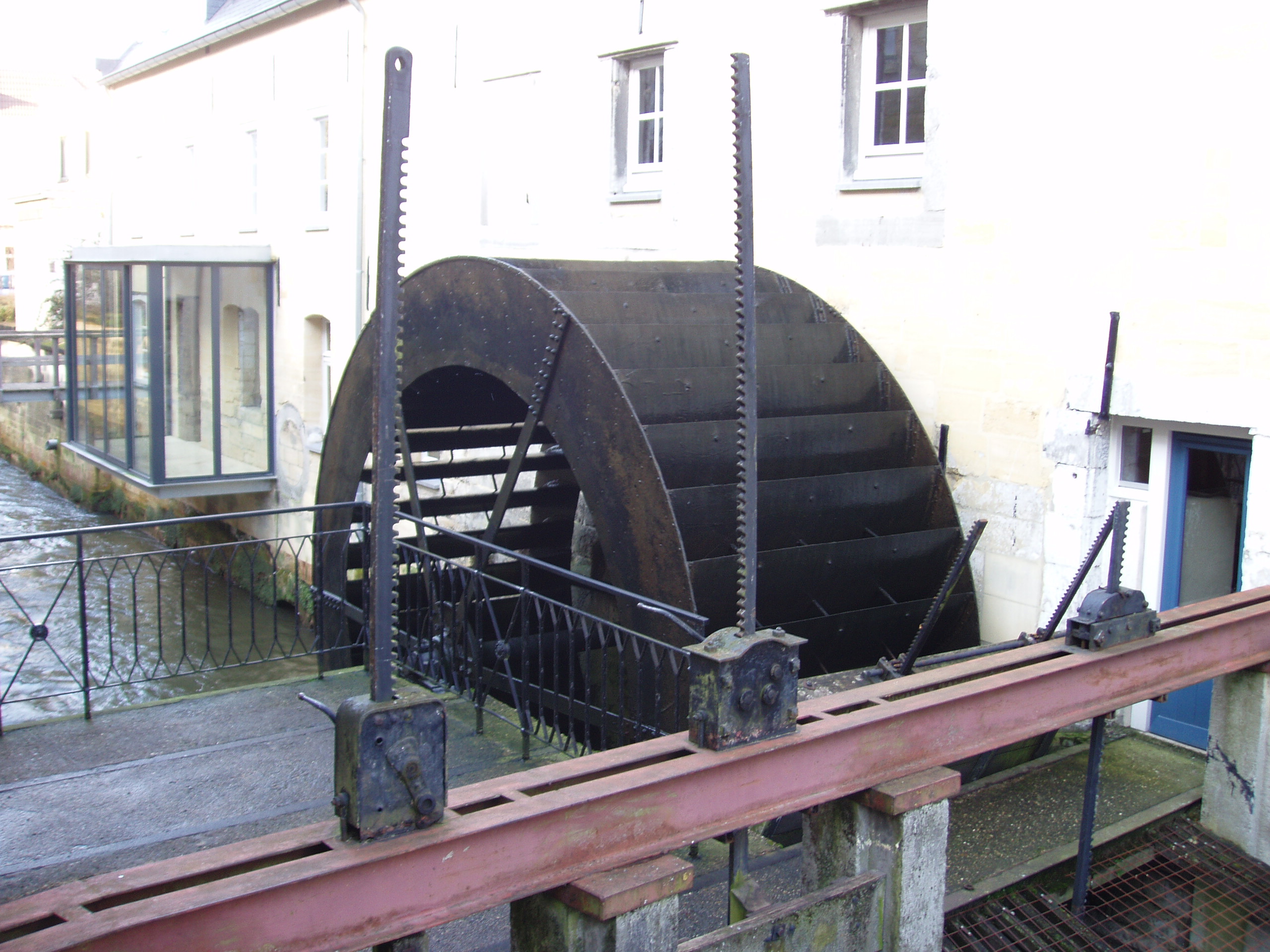
Het rad gezien vanaf de brug
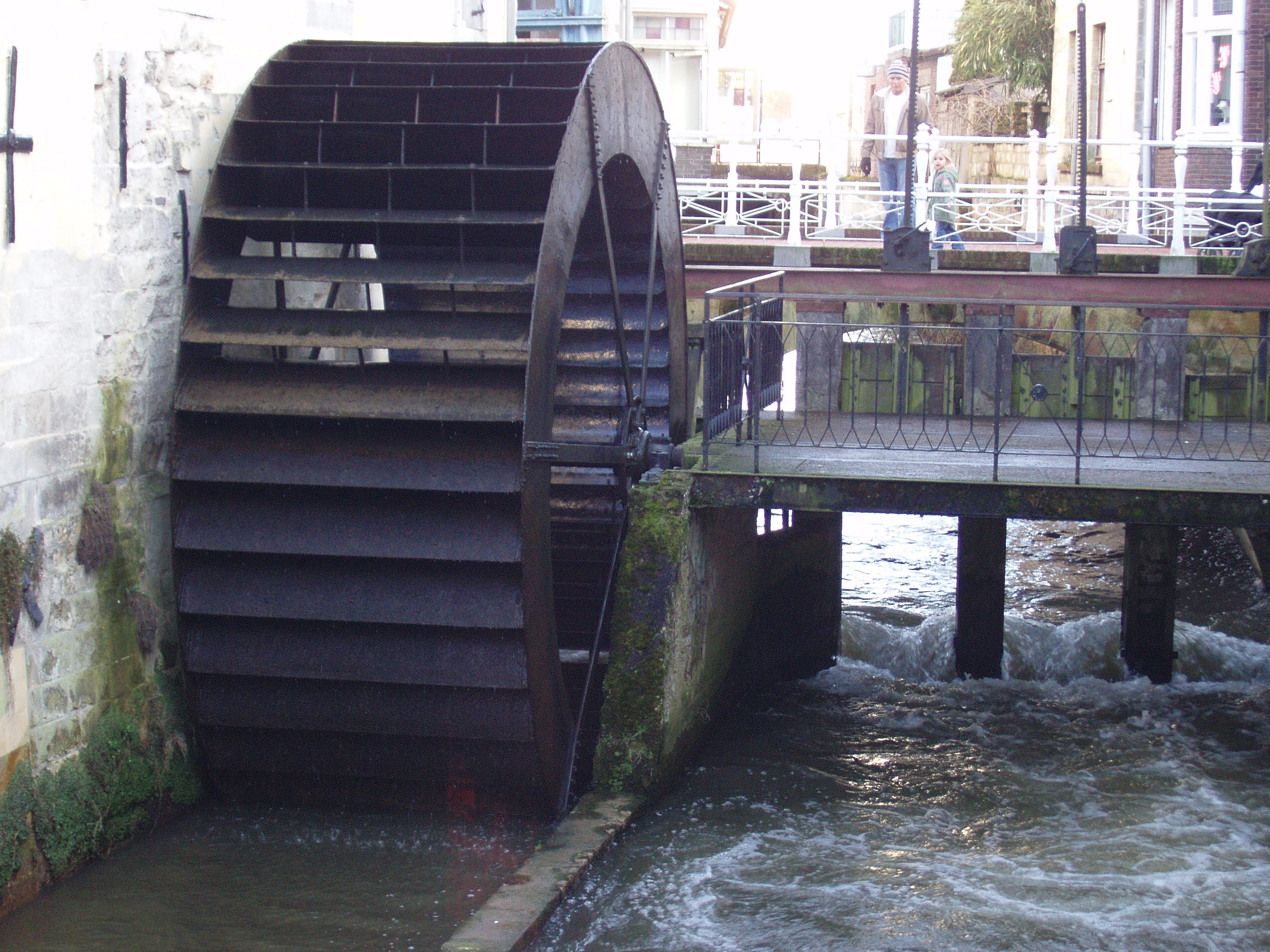
Stroomafwaarts gezien
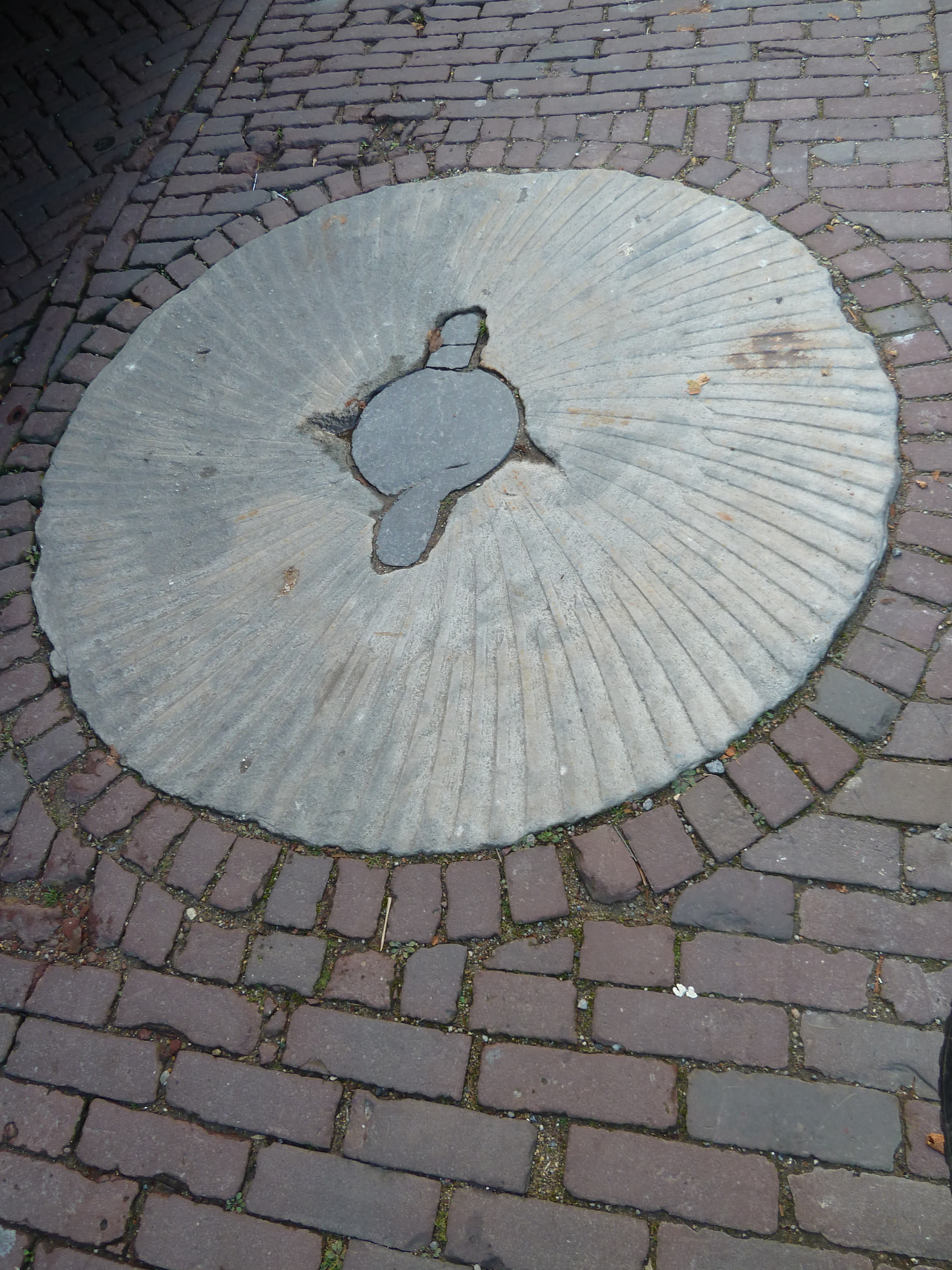
Molensteen in de straat